# Kari Eloranta
Kari Pekka Eloranta (Lahti, 29 febbraio 1956) è un ex hockeista su ghiaccio finlandese.

## Palmarès

### Olimpiadi invernali
- 1 medaglia:
  - 1 argento (Calgary 1988)